# Dinamo Fima
El Dinamo Fima es un equipo de fútbol de Madagascar que juega en la Segunda División de Madagascar, la segunda liga de fútbol más importante del país.

## Historia
Fue fundado en la capital Antananarivo y es uno de los clubes más importantes de la capital y uno de los más ganadores, ya que cuenta con dos títulos del Campeonato malgache de fútbol y dos torneos de copa, todos conseguido en la década de los años 1980s, pero desde entonces no han logrado algún título importante.
A nivel internacional han participado en tres torneos continentales, en los cuales nunca han superado la segunda ronda.

## Palmarés
- Campeonato malgache de fútbol: 2

1982, 1983
- Copa de Madagascar: 2

1981, 1983

## Participación en competiciones de la CAF
| Temporada | Torneo                            | Ronda | Club                | Casa  | Visita | Global |
| --------- | --------------------------------- | ----- | ------------------- | ----- | ------ | ------ |
| 1982      | Recopa Africana                   | 1     | Gor Mahia FC        | w.o.1 | 3-2    | 3-2    |
| 1982      | Recopa Africana                   | 2     | CAPS United         | 2-3   | 1-1    | 3-4    |
| 1983      | Copa Africana de Clubes Campeones | 1     | Nakivubu Villa      | 1-1   | 2-4    | 3-5    |
| 1984      | Recopa Africana                   | 1     | Highlanders Lobamba | 6-1   | 0-1    | 6-2    |
| 1984      | Recopa Africana                   | 2     | Canon Yaoundé       | 0-1   | 0-1    | 0-2    |

1- Gor Mahia abandonó el torneo antes de jugar el partido de vuelta.